# زاکان (قزوین)
زاکان روستایی از توابع بخش مرکزی  شهرستان قزوین در استان قزوین ایران است.

## جمعیت
این روستا در دهستان اقبال غربی قرار دارد و براساس سرشماری مرکز آمار ایران در سال ۱۳۸۵، جمعیت آن ۵۵۱ نفر (۱۴۳خانوار) بوده‌است.
این روستا محل تولد شاعر پرآوازه عبید زاکانی است.